# Hypnomorphus rohdendorfi
Hypnomorphus rohdendorfi is een keversoort uit de familie kniptorren (Elateridae). De wetenschappelijke naam van de soort is voor het eerst geldig gepubliceerd in 1975 door Dolin.